# Correio Braziliense
Correio Braziliense es un periódico diario brasileño con sede en Brasilia, Distrito Federal, perteneciente a los miembros del grupo Diários Associados, de que son parte otro periódico (Aquí DF), el radio Club FM, una televisión y portales web Correio Braziliense y CorreioWeb.
El periódico Correio Braziliense es uno de los principales periódicos de Brasil, junto a la Folha de Sao Paulo, O Estado de Minas, O Globo y O Estado de Sao Paulo.